# 신무라 준페이
신무라 준페이(일본어: 新村 純平, 1988년 10월 13일 ~ )는 일본의 전 축구 선수이다.

## 구단 경력
과거 도쿄 베르디에서 활동하였다.